# Falklands Day
Falklands Day (Día de las Falklands o Día de las Malvinas) es la celebración del primer avistamiento de las Islas Malvinas por John Davis en 1592 y se celebra el 14 de agosto.
Fue visto como el día nacional del territorio británico de las Malvinas, pero en gran medida ha sido reemplazado por el Día de la Liberación, que conmemora el fin de la Guerra de las Malvinas. El Falklands Day dejó de ser feriado público en 2002, cuando el Consejo Ejecutivo trasladó el feriado para prever la reintroducción del Peat Cutting Monday, el primer lunes de octubre.